# Le Monde, tous droits réservés
Le Monde, tous droits réservés est un recueil de nouvelles de science-fiction écrites par Claude Eckenet publié en français par les éditions Le Bélial' en 2005.
Le recueil de nouvelles reçoit le grand prix de l'Imaginaire du meilleur recueil de nouvelles francophones 2006.
Le recueil est préfacé par Roland C. Wagner.

## Liste des nouvelles

### Le Monde, tous droits réservés
- Situation dans le recueil : pages 19 à 61.
- Résumé : Depuis vingt ans, les agences de presse ont le droit de « copyrighter » l'information : moyennant le dépôt de sujets de reportages auprès d'une agence centrale de presse, elles ont le droit exclusif de traiter tel ou tel sujet, pour une durée minimale de 24 heures pouvant aller jusqu’à une semaine. C'est dire si la concurrence est rude : les droits d'exclusivité se revendent plus ou moins cher, en fonction de l’importance de l'information et de la volonté d'achat des autres médias. Une organisation rebelle a vu le jour : « Info-libre », qui lutte clandestinement contre la marchandisation de l'information. Quand la nouvelle commence, le narrateur, un jeune journaliste qui débute dans la profession, vient d'être embauché par une agence de presse qui l'envoie suivre un stage dans le sud de la France, auprès de Christopher Behr, un vieux journaliste désabusé. Peu de temps après son arrivée, le jeune homme croit tenir un scoop : non loin de là trois jeunes gens frappent une victime. Le jeune journaliste négocie les droits de diffusion des images auprès de la victime. Mais Behr le stoppe dans son action : il est probable qu'il s'agit d'une agression montée de toutes pièces. Sans doute les agresseurs et la victime sont de mèche afin de gagner un peu d'argent. Le stage se poursuit. Quelques jours après, Behr et son stagiaire, se promenant sur les rives du Rhône, découvrent l'existence d'une pollution chimique du fleuve. La société Naturachimie a déversé des tonnes de produits chimiques. Ils réalisent un reportage, ravis d'être les « premiers sur le coup ». L'exclusivité du reportage permettra à Behr de gagner un peu d'argent et à son stagiaire de se faire connaître dans la profession. Mais, surprise, leur demande d'exclusivité est refusée : un autre média, Canal-Bézenet, a déposé une demande d'exclusivité quelques minutes avant eux. Ceci est particulièrement suspect : comment cette agence a-t-elle pu avoir connaissance de la pollution du fleuve avant eux ? Behr et son stagiaire se mettent en recherche d'un scoop dans le scoop : les liens financiers secrets qui uniraient l'agence Canal-Bézenet, la société Naturachimie et le député-maire local, Jean-Paul Trichetti. Leurs recherches leur permettent d'accéder à certaines informations secrètes. À la fin de la nouvelle, le stagiaire découvre que Christopher Behr fait partie de l'organisation rebelle « Info-libre ». Behr est tué par la police alors qu'il met gratuitement en ligne le reportage. Son stagiaire ne sera finalement jamais journaliste, dégoûté par les conditions d'exercice de ce métier.
- Liens externes :
  - Fiche sur iSFdb
  - Fiche sur le site NooSFere

### Membres à part entière
- Situation dans le recueil : pages 63 à 79.
- Résumé :
- Liens externes :
  - Fiche sur iSFdb
  - Fiche sur le site NooSFere

### Edgar Lomb, une rétrospective
- Situation dans le recueil : pages 81 à 100.
- Résumé :
- Liens externes :
  - Fiche sur iSFdb
  - Fiche sur le site NooSFere

### L'Unique
- Situation dans le recueil : pages 103 à 153.
- Résumé :
- Liens externes :
  - Fiche sur iSFdb
  - Fiche sur le site NooSFere

### Les Déracinés
- Situation dans le recueil : pages 155 à 162.
- Résumé : Dans un futur indéterminé, des recherches sont faites pour fusionner plantes et êtres humains. Trois des « cobayes » d'expériences en ce sens, devenus mi-hommes mi-végétaux, se révoltent. Leur révolte est vouée à l'échec : ils sont tous trois tués.
- Remarque : le terme choisi « Déracinés » est ambivalent, puisque s'appliquant aussi bien à des humains qu'à des végétaux.
- Liens externes :
  - Fiche sur iSFdb
  - Fiche sur le site NooSFere

### Esprit d'équipe
- Situation dans le recueil : pages 165 à 172.
- Résumé : Dans une société future, il est possible de déléguer les tâches subalternes à des clones et de mener ainsi plusieurs vies de front. C'est ce qu'a fait le professeur Léon Spartezar (« l'Original »), qui a créé cinq clones de lui-même. Mais les clones doivent être réunis tous les quinze jours afin de fusionner les esprits de l'Original et des Clones. Par paresse ou faiblesse, Léon Spartezar ne l’a pas fait. Quand la nouvelle commence, il est poursuivi par ses clones qui veulent le tuer. Il se réfugie dans un hôtel et fait le point : est-il d'ailleurs vraiment Léon Spartezar ou l'un des clones qui croit être Léon Spartezar ? Un des clones le retrouve et le combat s'engage. Le clone est plus jeune, plus intelligent et plus fort que l'Original, qui est tué et désintégré. Désormais les clones vont pouvoir fusionner leurs esprits sans être encombrés par l'Original.
- Liens externes :
  - Fiche sur iSFdb
  - Fiche sur le site NooSFere

### Fantômes d'univers défunts
- Situation dans le recueil : pages 175 à 211.
- Résumé :
- Liens externes :
  - Fiche sur iSFdb
  - Fiche sur le site NooSFere

### La Bête du recommencement
- Situation dans le recueil : pages 213 à 221.
- Résumé : Ray Noil a raté sa vie d'entrepreneur et a perdu la femme qu'il aime. Il a entendu parler de la « Bête du recommencement », une bête mythique qui aurait le pouvoir, en fusionnant avec un humain, de permettre à ce dernier de retourner dans le passé et de revivre sa vie, tout en évitant les erreurs commises. Or Ray Noil apprend qu'une telle entité existe. Il entre en contact avec le vendeur, qui lui propose de faire un essai. L'essai est concluant : Ray se revoit vivre sa vie passée sans commettre les erreurs commises jadis. Mais le prix à payer est très cher, et d'ailleurs il comprend que la femme qu'il a aimée ne l’aimera jamais en retour. À la grande surprise du vendeur, revenu de l'essai, Ray renonce à acquérir la Bête du recommencement : autant assumer les erreurs du passé et tout recommencer dès maintenant. Le passé est mort, seul l’avenir compte.
- Liens externes :
  - Fiche sur iSFdb
  - Fiche sur le site NooSFere

### Éclats lumineux du disque d'accrétion
- Situation dans le recueil : pages 223 à 279.
- Distinction : la nouvelle reçoit le prix Rosny aîné de la nouvelle en 2004.
- Résumé :
- Liens externes :
  - Fiche sur iSFdb
  - Fiche sur le site NooSFere

### La Dernière Mort d'Alexis Wiejack
- Situation dans le recueil : pages 281 à 292.
- Résumé : Dans un futur dystopique, la société s'est organisée sur le modèle suivant : on travaille pendant 100 ans, puis on a une retraite pendant 100 ans. En contrepartie, il est formellement interdit de se suicider. Alexis Wiejack est dépressif et rebelle. Il se suicide une première fois. Il meurt. Il est ressuscité par les services gouvernementaux. Son temps de travail est prolongé. Puis il se suicide une deuxième fois. Il meurt. Il est de nouveau ressuscité et envoyé dans une centrale nucléaire. De fil en aiguille, au fil de ses suicides et des résurrections qui s'ensuivent, les peines deviennent de plus en plus sévères. Lors de son dernier suicide, il a été envoyé sur une station spatiale ; son travail consiste à aider des astronautes. À la suite d'un incident technique, il meurt une nouvelle fois, mais cette fois-ci ce n’est pas un suicide mais un accident. Le tribunal ne croit pas à ses explications et le condamne à la peine ultime : le suicide est puni de la « peine de vie à perpétuité ». En conséquence, son esprit est désincarné de son cerveau et il est condamné à errer pour l’éternité dans un non-être, en proie à sa souffrance et à ses terreurs.
- Liens externes :
  - Fiche sur iSFdb
  - Fiche sur le site NooSFere

### En sa tour, Annabelle
- Situation dans le recueil : pages 295 à 301.
- Remarque : micronouvelle.
- Résumé : Le narrateur explique qu'il a une sœur. Celle-ci est folle, elle prononce des phrases poétiques n'ayant pas de signification particulière. Le narrateur est fasciné par ces phrases poétiques sans sens. Mais les parents des enfants, fatigués de s'occuper d'une jeune femme ne pouvant pas pourvoir seule à ses besoins, la font hospitaliser dans un centre spécialisé pour malades mentaux. À partir de ce moment, la jeune femme ne prononce plus de phrases, pour la grande tristesse de son frère.
- Liens externes :
  - Fiche sur iSFdb
  - Fiche sur le site NooSFere

### La Fin du Big Bang
- Situation dans le recueil : pages 303 à 359.
- Distinction : la nouvelle reçoit en 2001 le prix Rosny aîné de la meilleure nouvelle.
- Liens externes :
  - Fiche sur iSFdb
  - Fiche sur le site NooSFere